# Gotna vas

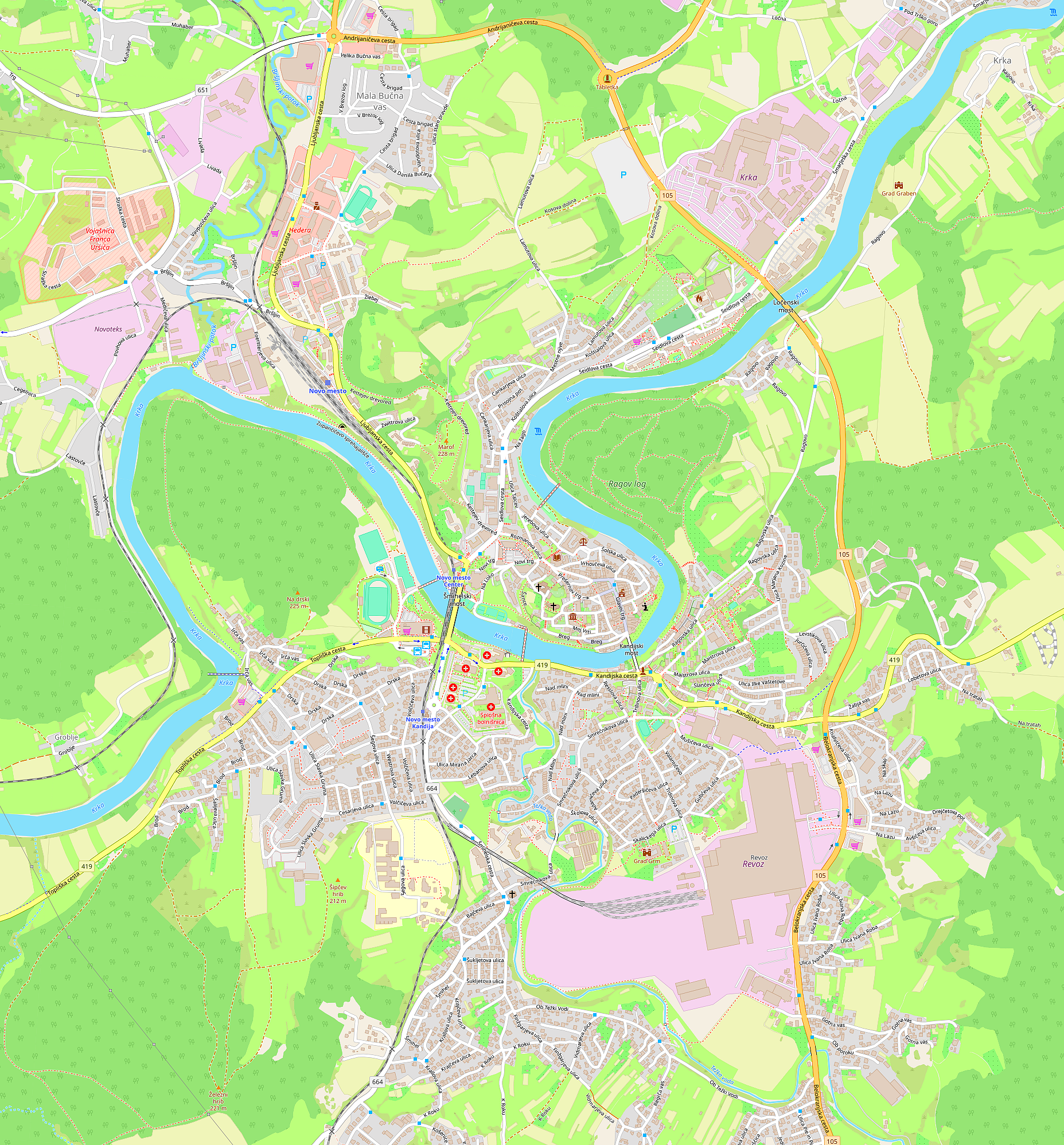
Stadt Novo mesto

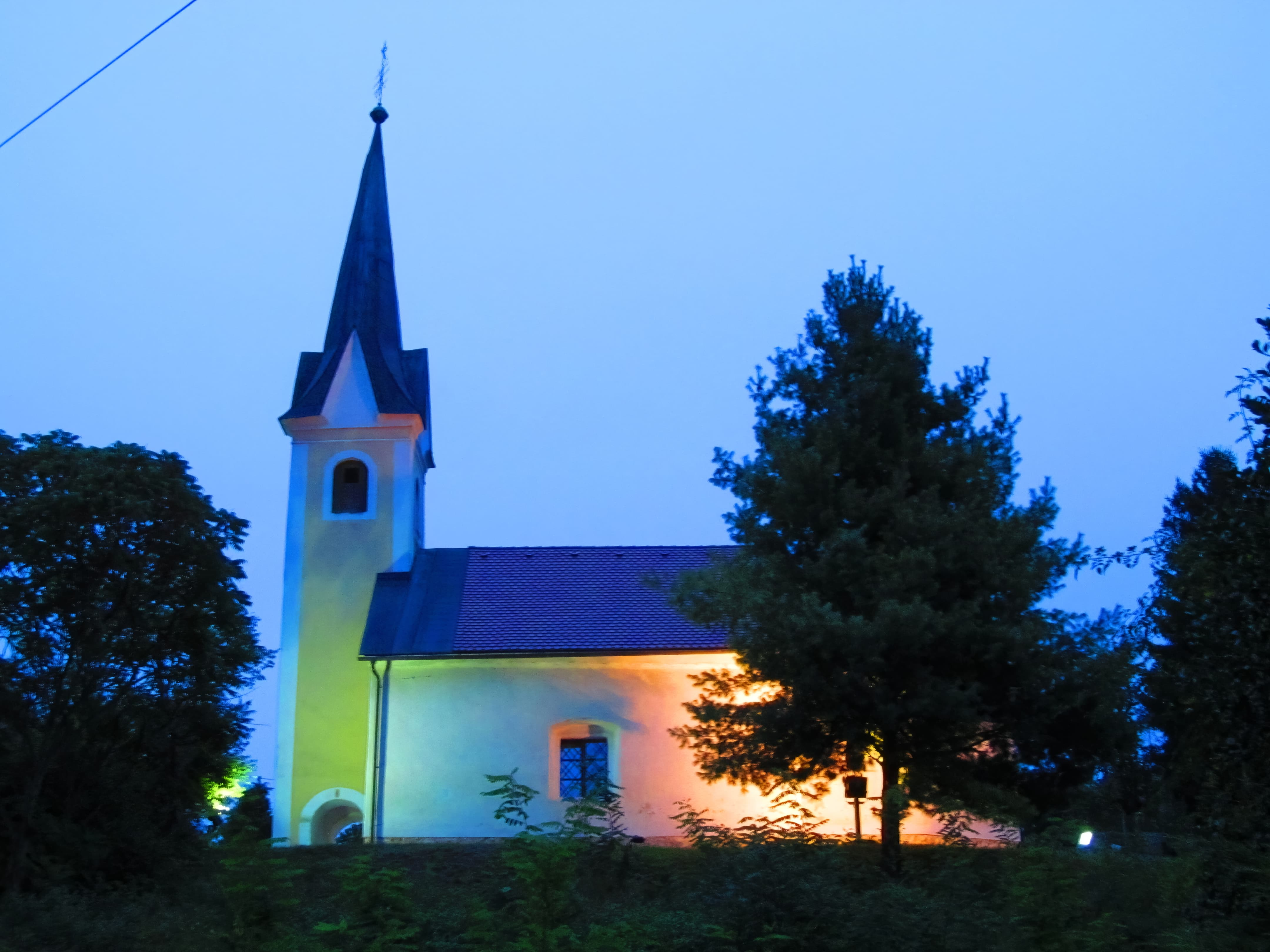
St.-Leonhard-Kirche in Gotna vas

Gotna vas ist der Name einer der 23 Ortsgemeinschaften (Krajevna skupnost) in der slowenischen Stadtgemeinde Novo mesto im Südosten des Landes.
Zur Ortsgemeinschaft gehören in der Stadt Novo mesto die Straßen Belokranjska cesta (außer Haus Nr. 4), Gotna vas, Jedinščica, Ob potoku, Ulica Ivan Roba, sowie Ulica Pia in Pina Mlakarja.

## Lage
Die Ortsgemeinschaft liegt auf dem Gebiet des ehemaligen Dorfes Gotna vas, östlich und südöstlich des Revoz-Werks, nördlich und südlich vom Bach Tezka voda.
Die Verwaltung der Ortsgemeinschaft befindet sich in Novo mesto, Jedinščica 58.